# Circonscription de Tanger-Tétouan-Al Hoceïma

Carte de la circonscription.

La circonscription de Tanger-Tétouan-Al Hoceïma est la circonscription législative marocaine de la région de Tanger-Tétouan-Al Hoceïma. Elle est l'une des douze circonscriptions législatives régionales créées après la réforme électorale de 2021. Elle est représentée dans la XIe législature par Latifa Aaboute, Koloub Fatih, Malika Lehyan, Saloua El Berdai, Nouha El Moussaoui, Zineb Simou, Ouassila Sahli et Seloua Demnati.

## Historique des élections

### Élections de 2021
| Parti       | Parti                                                       | Voix      | %      | Député(s) élus     |  |
| ----------- | ----------------------------------------------------------- | --------- | ------ | ------------------ |  |
|             | Rassemblement national des indépendants (RNI)               | 183 284   | 26,31  | Zineb Simou        |  |
|             | Parti authenticité et modernité (PAM)                       | 131 574   | 18,89  | Koloub Fatih       |  |
|             | Parti de l'Istiqlal (PI)                                    | 127 524   | 18,31  | Malika Lehyan      |  |
|             | Union socialiste des forces populaires (USFP)               | 75 413    | 10,83  | Seloua Demnati     |  |
|             | Union constitutionnelle (UC)                                | 70 608    | 10,14  | Ouassila Sahli     |  |
|             | Mouvement populaire (MP)                                    | 31 686    | 4,55   | Latifa Aaboute     |  |
|             | Parti de la justice et du développement (PJD)               | 27 169    | 3,90   | Saloua El Berdai   |  |
|             | Parti du progrès et du socialisme (PPS)                     | 21 489    | 3,08   | Nouha El Moussaoui |  |
|             | Parti socialiste unifié (PSU)                               | 6 765     | 0,97   |                    |  |
|             | Alliance de la fédération de gauche (AGD)                   | 3 881     | 0,56   |                    |  |
|             | Parti de l'environnement et du développement durable (PEDD) | 3 394     | 0,49   |                    |  |
|             | Parti vert marocain (PVM)                                   | 2 404     | 0,35   |                    |  |
|             | Parti des Néo-Démocrates (PND)                              | 2 288     | 0,33   |                    |  |
|             | Front des forces démocratiques (FFD)                        | 2 005     | 0,29   |                    |  |
|             | Parti de l'équité (PRE)                                     | 1 414     | 0,2    |                    |  |
|             | Parti de l'unité et de la démocratie (PUD)                  | 1 264     | 0,18   |                    |  |
|             | Parti de l'Espoir (PE)                                      | 1 080     | 0,16   |                    |  |
|             | Parti du centre social (PCS)                                | 938       | 0,13   |                    |  |
|             | Parti marocain libéral (PML)                                | 781       | 0,11   |                    |  |
|             | Parti de la renaissance (PAN)                               | 444       | 0,06   |                    |  |
|             | Mouvement démocratique et social (MDS)                      | 349       | 0,05   |                    |  |
|             | Parti de la réforme et du développement (PRD)               | 267       | 0,04   |                    |  |
|             | Parti travailliste (PT)                                     | 236       | 0,03   |                    |  |
|             | Parti de la renaissance et de la vertu (PRV)                | 158       | 0,02   |                    |  |
|             | Union marocaine pour la démocratie (UMD)                    | 123       | 0,02   |                    |  |
|             | Parti démocratique de l'indépendance (PDI)                  | 68        | 0,01   |                    |  |
|             | Parti de la liberté et de la justice sociale (PLJS)         | 16        | 0,01   |                    |  |
|             |                                                             |           |        |                    |  |
| Inscrits    | Inscrits                                                    | 1 463 184 | 100,00 |                    |  |
| Abstentions | Abstentions                                                 | 766 562   | 52,39  |                    |  |
| Exprimés    | Exprimés                                                    | 696 622   | 47,61  |                    |  |